# 내친구와 식샤를 합시다
《내친구와 식샤를 합시다》는 2015년 8월 5일부터 2015년 9월 9일까지 tvN에서 방영된 여행 버라이어티 프로그램이다.

## 시청률
| 회차 | 방송일자        | AGB 닐슨 시청률 |
| ---- | --------------- | --------------- |
| 1화  | 2015년 8월 5일  | 1.066%          |
| 2화  | 2015년 8월 12일 | 0.909%          |
| 3화  | 2015년 8월 19일 | 1.606%          |
| 4화  | 2015년 8월 26일 | 1.281%          |
| 5화  | 2015년 9월 2일  | 1.237%          |
| 6화  | 2015년 9월 9일  | 1.082%          |